# Katrine Robsøe
Katrine Kjær Robsøe (nascida em 21 de junho de 1991, em Aarhus) é uma política dinamarquesa, membro do Folketing pelo Partido Social Liberal. Ela foi eleita para o parlamento nas eleições legislativas dinamarquesas de 2019.

## Carreira política
Robsøe foi eleita para o parlamento nas eleições de 2019, onde recebeu 3430 votos.